# 國學院大學
國學院大學（こくがくいんだいがく、英語: Kokugakuin University）は、東京都渋谷区に本部を置く日本の私立大学。略称は國學大（こくがくだい）、國大（こくだい）。新字体の「國學院大学」「国学院大学」表記も用いられることがある（#大学名の表記も参照）。

## 概観

### 大学全体

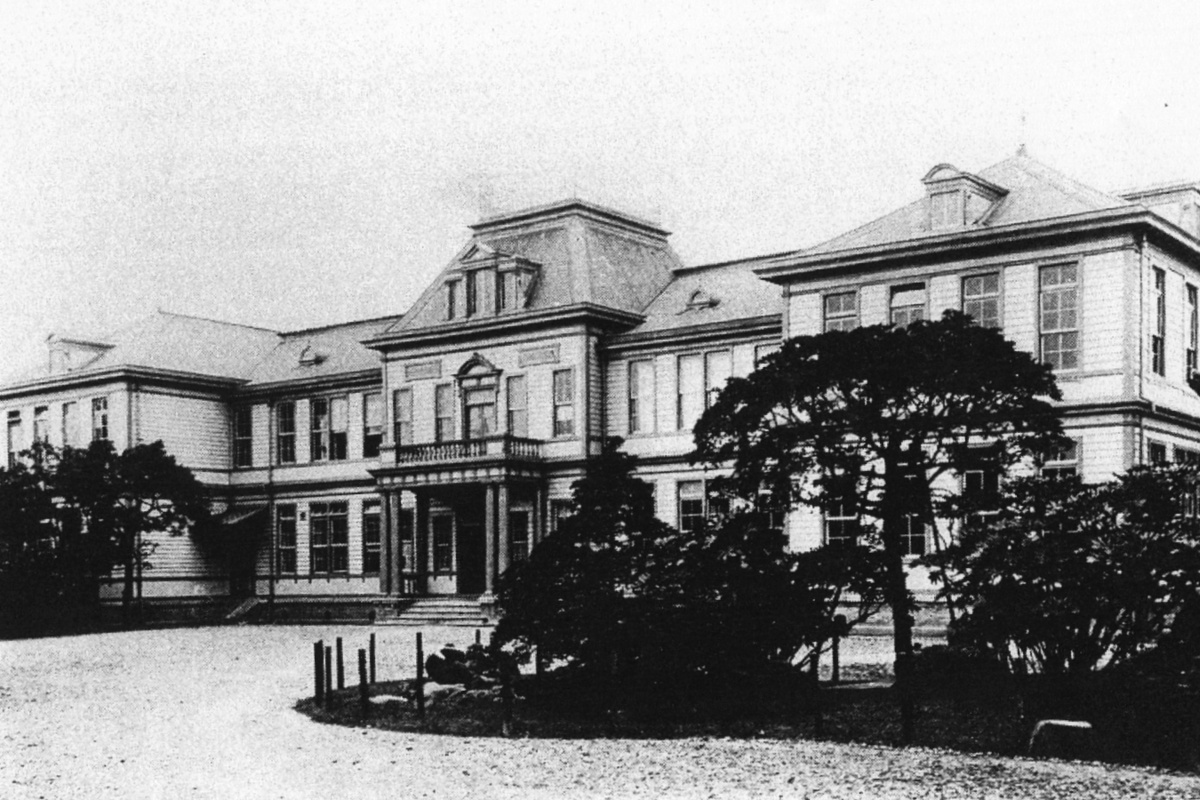
明治末期の皇典講究所

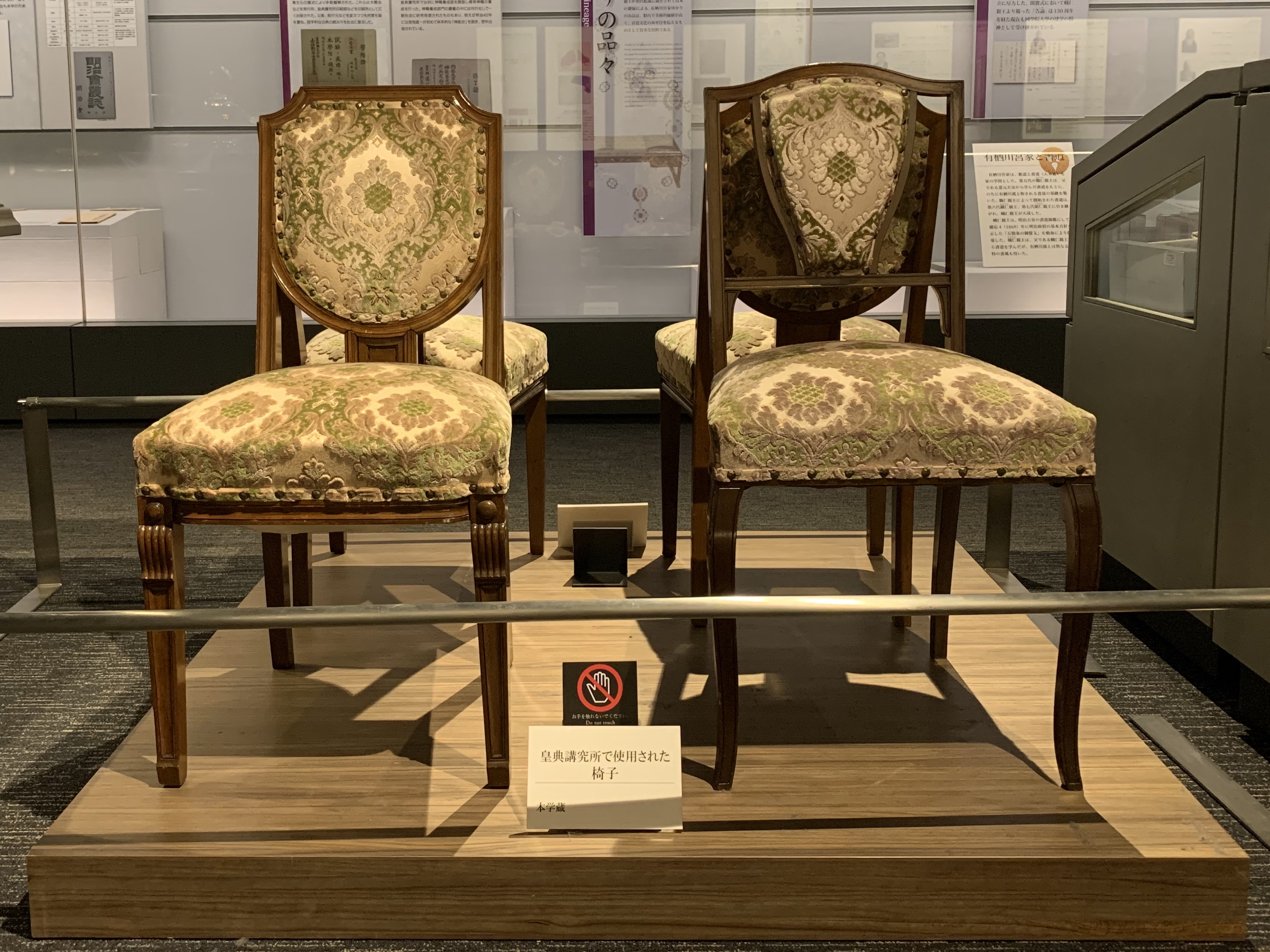
皇典講究所で使用されていた椅子。國學院大學博物館展示。

國學院大學は1882年（明治15年）に創立された皇典講究所を母体とする大学である。皇典講究所は明治政府の神道政策の一環として、古典研究と神職養成の機関として創立された。1890年（明治23年）に皇典講究所によって國學院が設立されて以来、諸学問を通じて日本の伝統文化を明らかにして、国や地域への貢献、国際社会の発展に寄与するとともに、自己の個性を最大限に発揮することのできる人材を育成することを理念とし、 国史・国文・国法の研究機関、「国学（＝日本を学ぶ）」の大学として研究と教育を重ねる。1920年（大正9年）に日本の私立大学では同年に大学へと昇格した早稲田大学・慶應義塾大学についで、最も古い段階で大学令に基づく大学となった（詳しくは旧制大学参照）。

### 大学名の表記

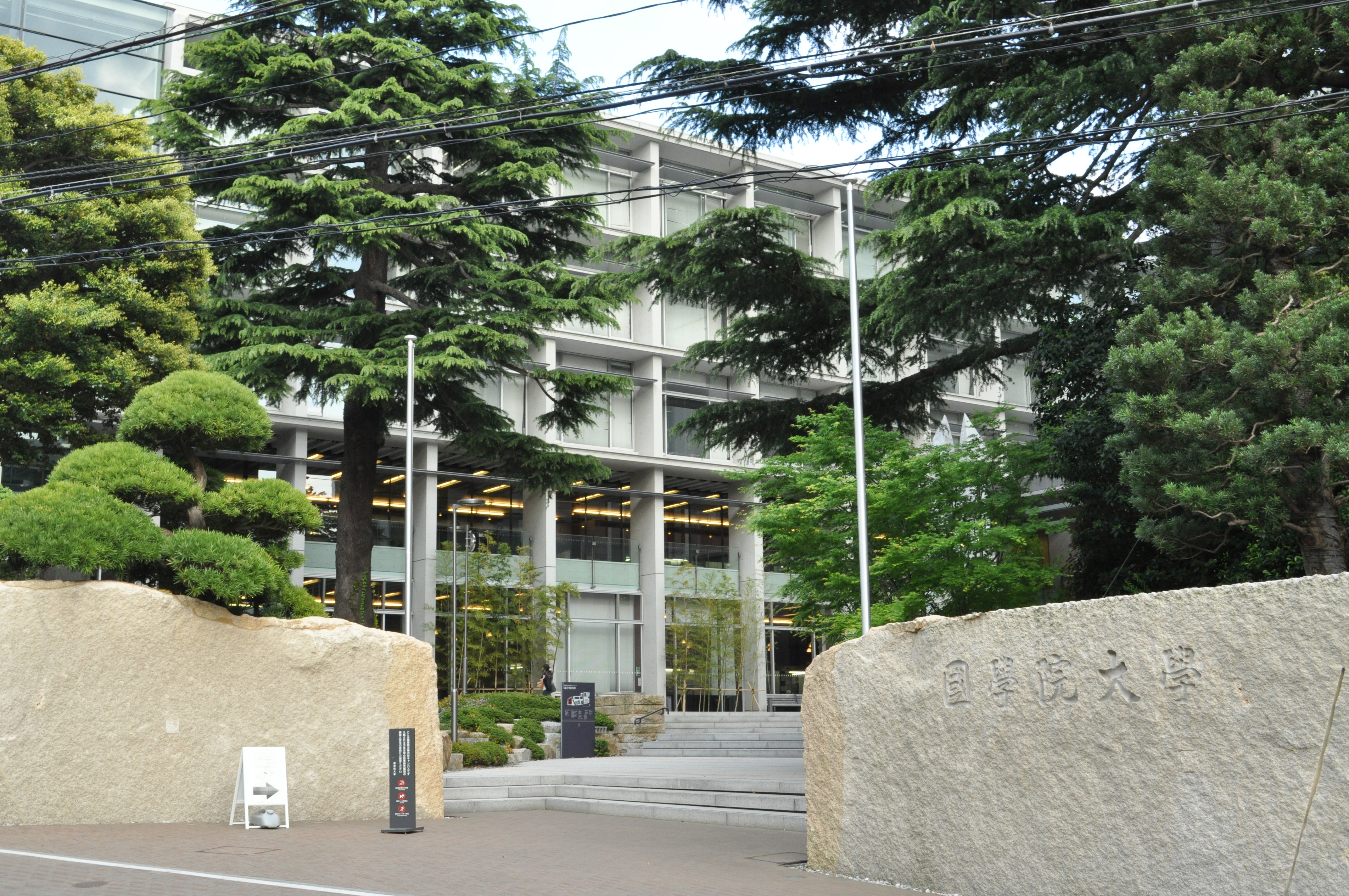
渋谷キャンパス。「國學院大學」と表記されている。

新字体（常用漢字体）での国学院大学、あるいは新字体を含む國學院大学表記はマスメディアやスポーツ分野で旧字体の使用が認められない場合に使用されることがあるが、國學院大學の責任において発行・発信される全ての発行物・広報物・書類においては、正字として旧字体（「國學院大學」）の使用を原則としている。
なお、渋谷キャンパス前の交差点およびバス停名が「国学院大学前」であるほか、渋谷キャンパス、たまプラーザキャンパスともに「国学院大学」の表記も一部用いられている。

### 建学の精神
國學院大學学則第1条では「本学は神道精神に基づき人格を陶冶し、諸学の理論並びに応用を攻究教授し、有用な人材を育成することを目的とする」と規定され、國學院大學では神道精神を「日本人としての主体性を保持した寛容性と謙虚さ」と定義している。
明治維新の際、急速な欧米化によって日本古来の思想・文物が顧みられない状態となった。一方で、日本が独立を全うし国家が発展するためには、思想、文化、体制は日本の歴史・民族性に基づくものでなければならないという気運が高まり、1882年（明治15年）國學院大學の母体となる皇典講究所が明治政府によって設立された。
11月4日の皇典講究所開黌式当日、初代総裁有栖川宮幟仁親王は、教職員・生徒に対して、次のような告諭を述べた。
國學院大學建学の精神はこの告諭の「本ヲ立ツル」ことを基底としている。「本ヲ立ツル」は、日本人が「拠って立つ根本を明らかにする」という意味である。日本の国柄を明らかにし（国体の講明）、人柄を養い育む（徳性の涵養）ことで、伝統文化に基づいた日本の根本を究める（本を立つる）ことが、國學院大學の神道精神の基礎をなしている。

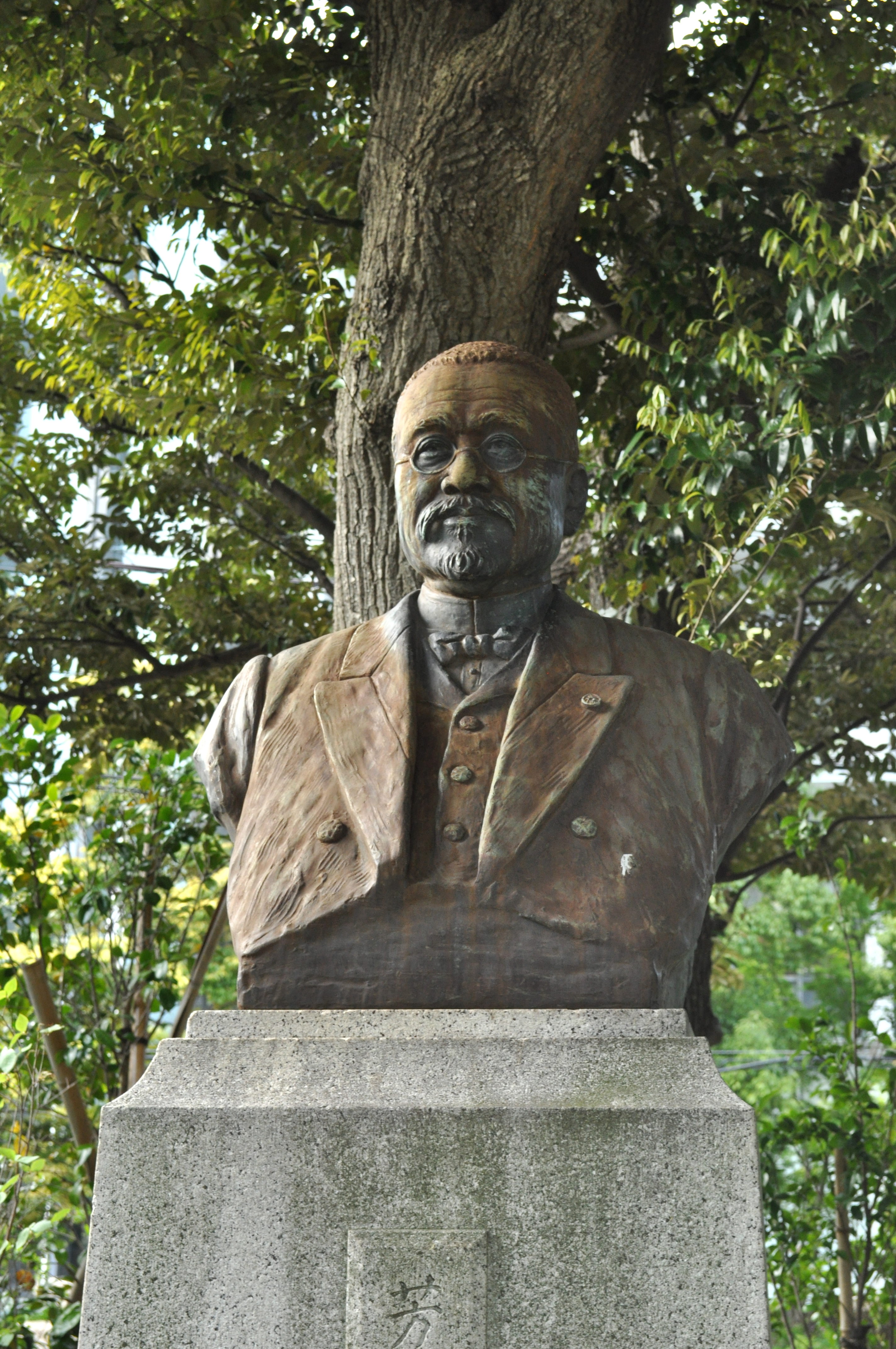
中興の祖芳賀矢一胸像

元学長で國學院大學中興の祖と呼ばれる芳賀矢一作詞の國學院大學校歌にも建学の精神が歌い込まれている。
また、1890年（明治23年）7月に皇典講究所初代所長の山田顕義が公表した「國學院設立趣意書」には、国史・国文・国法を中心に学び、海外百科の学問も網羅兼修することが述べられている。

### スローガンなど
- もっと日本を。もっと世界へ。 - 2012年（平成24年）の創立130周年記念に合わせて制定[11]。
- 『國學院ブランド』:「創造と伝統」「国際性と地域性」「共生と個性」の三つの慮い

「おもい」に「慮」の字を用いるのは、神道精神に基づいて「相手の立場を慮りつつ自己主張を行い、協調を図る」の意味を込めているもの。
- 『國學院ビジョン』:標（人文・社会科学系の「標」となる）、大人（主体性を持ち、自立した「大人」の育成）[12]

### 教育および研究
國學院大學には神社本庁の神職の資格が取れる神職課程がある。大学でこの資格を取得できるのは國學院大學と皇學館大学のみである。また、専門学校令以降、教員輩出率が教育大学を除く他大学に比べると高い傾向にある。

### 学風および特色
皇典講究所をルーツに持つ経歴もあり、日本文化に関連する特色ある行事が行われる。
1月には渋谷キャンパスで奈良・平安時代の神式の成人式を再現した「成人加冠式」が行われ、男子が冠、女子が釵子と呼ばれる装飾具を頭部に着し、学内の神殿に奉告する。
7月の七夕には「和装DAY」が開催され、当日は浴衣で授業を受講できるほか、学内に竹が飾られ学生が短冊を掛ける。
10月には供物を献じて十五夜の満月を鑑賞する中秋観月に由来する「観月祭」が行われる。
渋谷キャンパスとたまプラーザキャンパスにそれぞれ図書館があり、神道・国史を中心に約160万点の資料を収容し、國學院大學本源氏物語を初め貴重な資料も所蔵している。

## 沿革
（沿革節の主要な出典は公式サイト）

### 略歴
1882年（明治15年）に明治政府は日本の古典、礼式を研究し国家に必要な人材を育てる国学研究機関を組織化するために東京に設けた皇典講究所が、1890年（明治23年）に国学を講究して、日本民族の国家観念を湧出する施設として開設した國學院を起源としている。1920年（大正9年）の大学令により旧制大学に昇格し、1948年（昭和23年）現行の新学制によって新制大学となった。

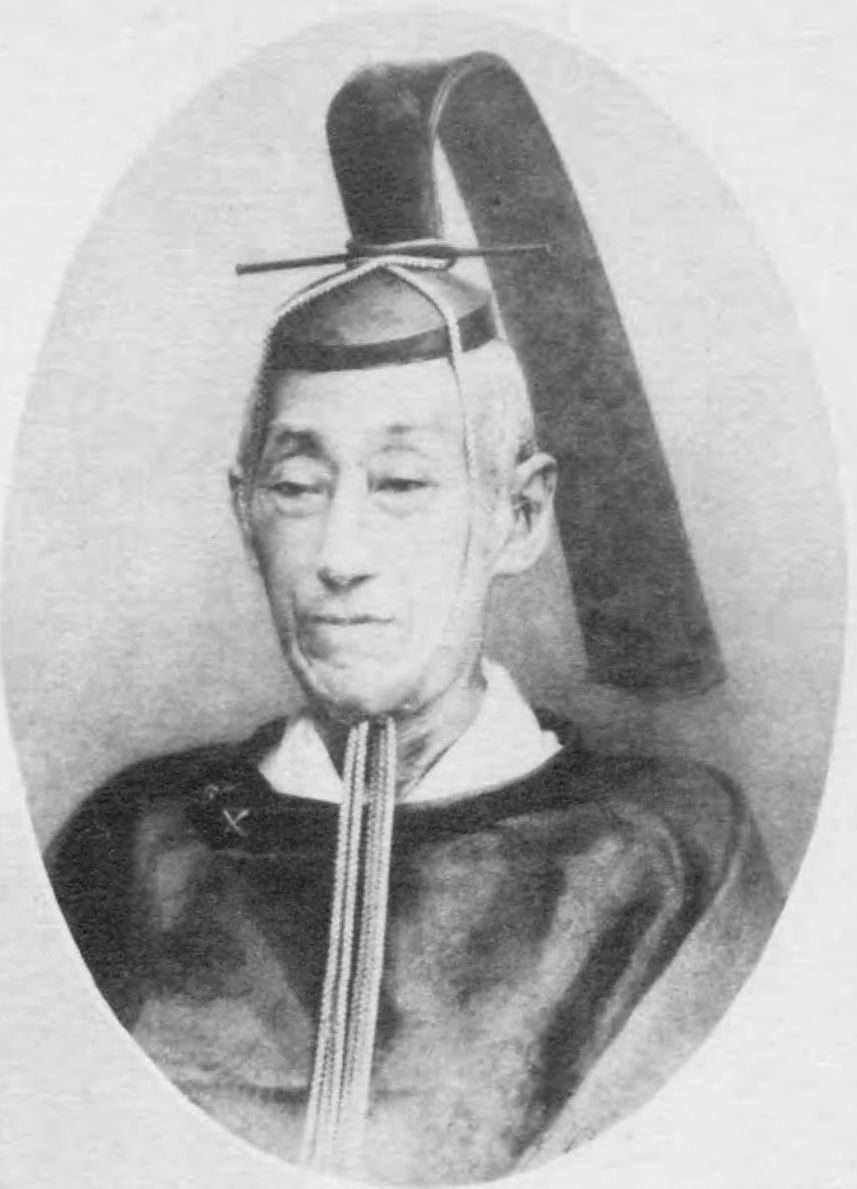
皇典講究所初代総裁の有栖川宮幟仁親王。

### 年表

#### 明治
- 1882年（明治15年）- 有栖川宮幟仁親王、皇典講究所初代総裁に就任。校地を東京府麹町区飯田町（現・東京都千代田区飯田橋）に定め、皇典講究所が開黌。

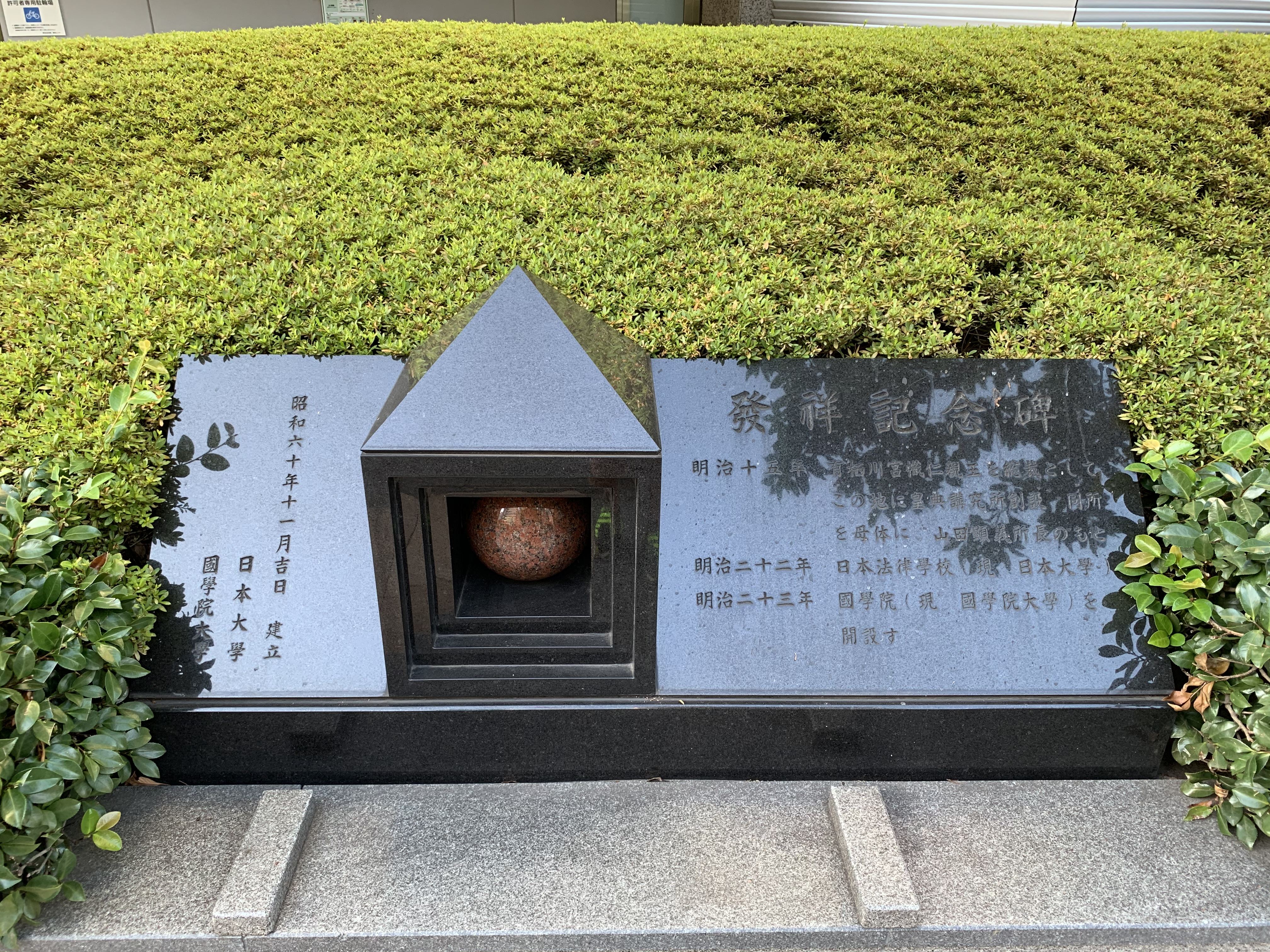
東京都千代田区飯田橋の東京区政会館前にある皇典講究所發祥記念碑。國學院大學と日本大学が1985年（昭和60年）に設置。

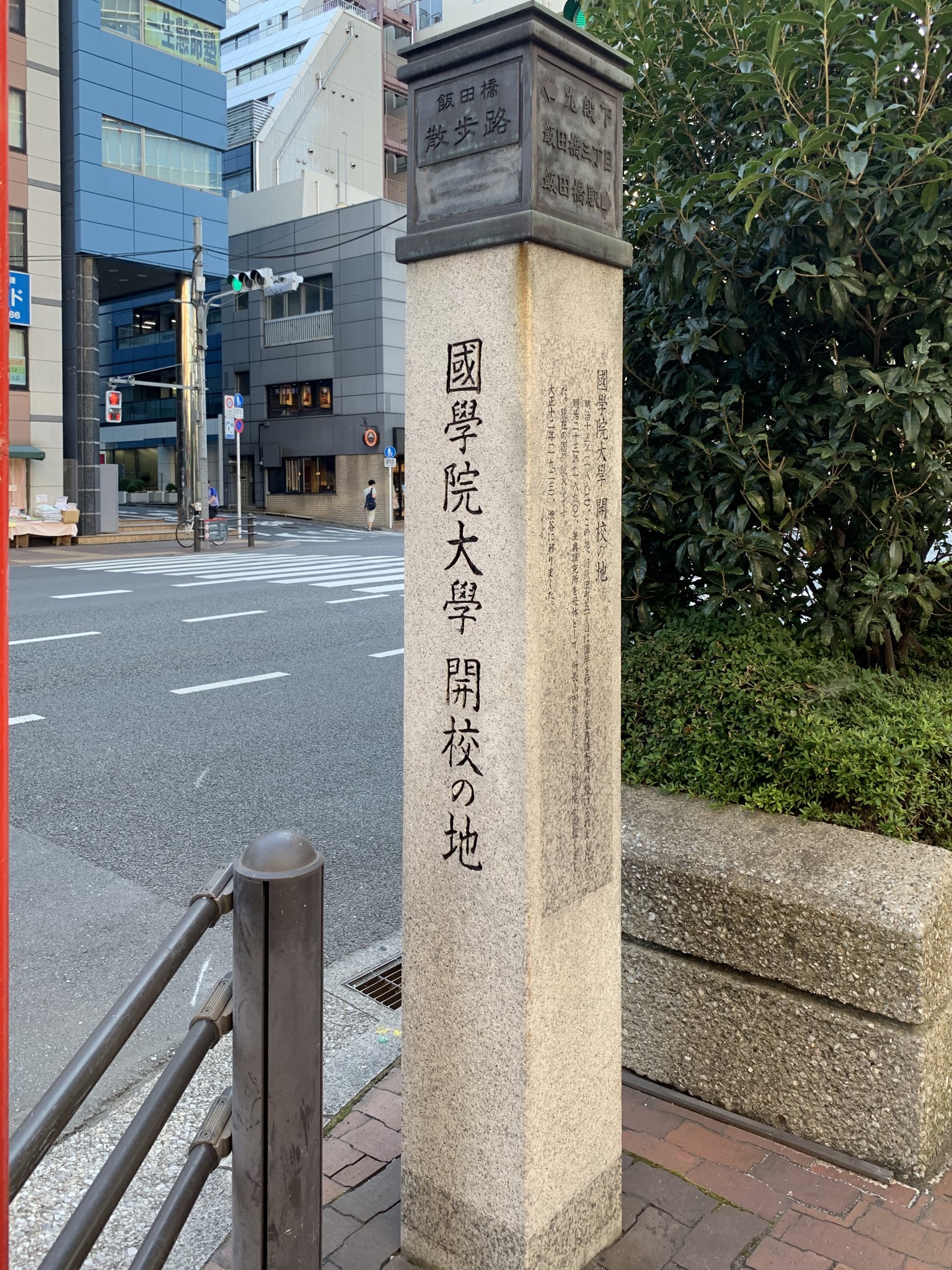
「國學院大學 開校の地」の碑

- 1887年（明治20年）- 皇典講究所第1回卒業式。同窓生の会「水穂会」発足。これをもって國學院大學院友会創始とする。
- 1888年（明治21年）- 皇典講究所に補充中学校（東京都立戸山高等学校の前身）を設立。
- 1889年（明治22年）- 山田顕義、皇典講究所初代所長に就任。 皇典講究所内に日本法律学校（日本大学の前身）を設立
- 1890年（明治23年）- 皇典講究所に教育機関として國學院を設置。黒川真頼が教鞭をとる。

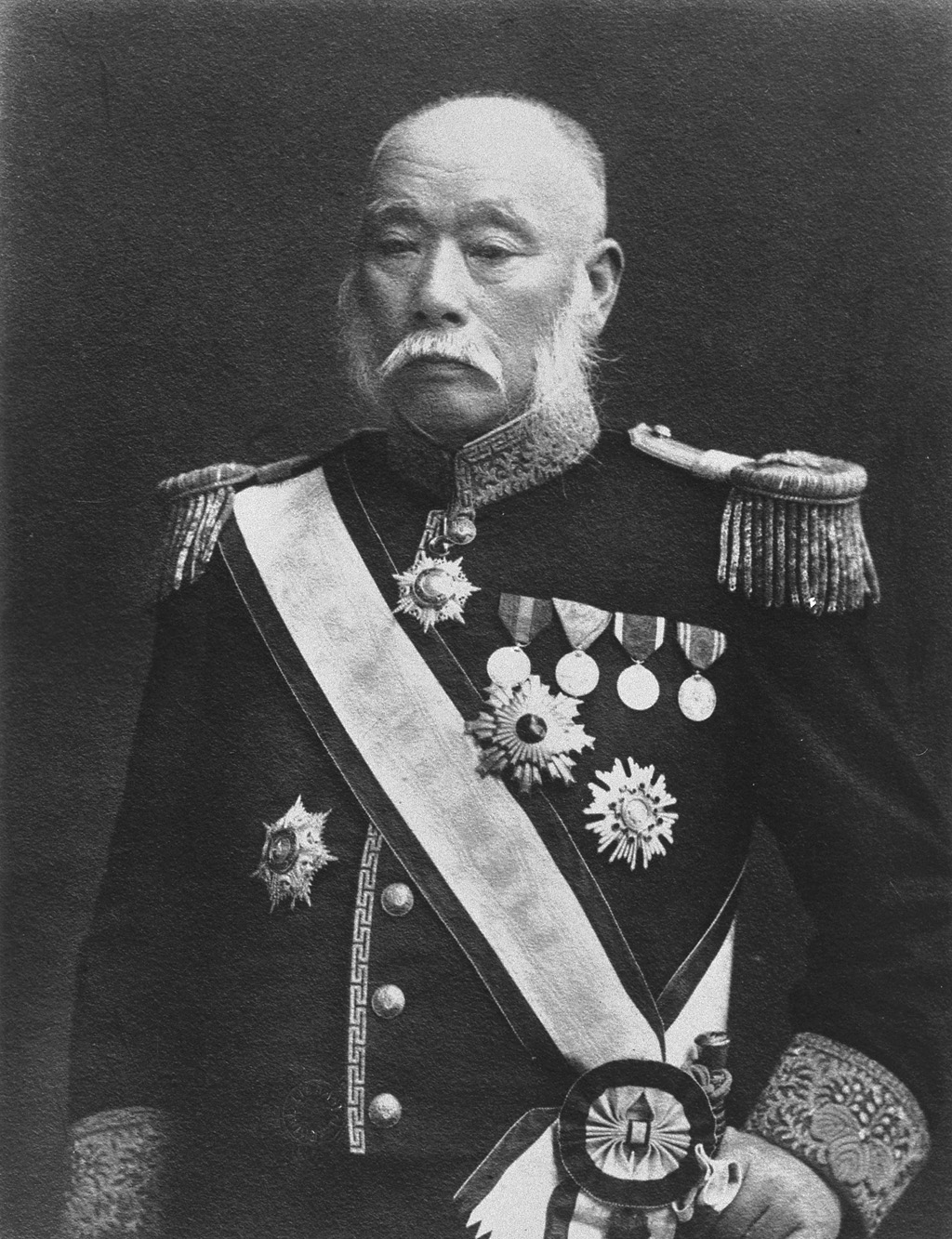
國學院初代院長の
高崎正風。

- 1894年（明治27年）- 『國學院雑誌』発刊
- 1898年（明治31年）- 皇典講究所が財団法人として認可される。
- 1900年（明治33年）- 神職講習会を開設[19]。
- 1904年（明治37年）- 4月、専門学校令により専門学校に昇格、私立國學院となる。大学部を設置（大学部予科2年・本科3年）[19]。
- 1906年（明治39年）-  6月、文部省告示により私立國學院大學に改称[19]。
- 1909年（明治42年）-  神職講習会を改め、神職養成部（神職教習科・神職講習科・祭式講習科）を開設[19]。

#### 大正
- 1917年（大正6年）- 日本基督教会が「神社に関する決議」声明により神社非宗教論を否定し、学生一般への神社参拝強制は信教の自由に抵触すると声明した[20]。
- 1918年（大正7年）- 今泉定助が皇典講究所の理事に就任し、学生数の増加から大規模な学園拡充計画が始動[19]。
- 1919年（大正8年）-  國學院大學に改称。
- 1920年（大正9年）- 大学令による旧制大学に昇格する。文学部を設置。

- 1923年（大正12年）

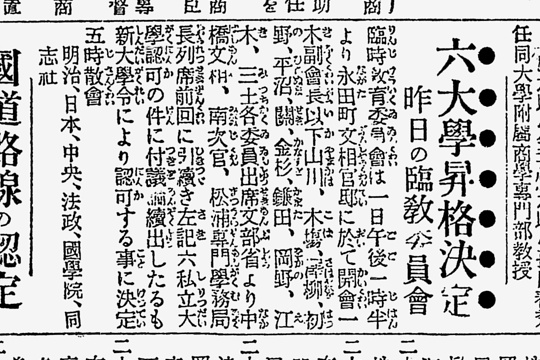
明治、日本、中央、法政、國學院、同志社6校の昇格決定を報じる『東京朝日新聞』（1920年4月2日付朝刊3面）

『官報』文部省告示第269号「財團法人皇典講究所ニ於テ大學令ニ依リ國學院大學ヲ設立スルノ件大正九年四月十五日認可セリ」（1920年4月16日付）

  - 5月 - 渋谷「氷川裏御料地」に移転（のちの渋谷若木町、常磐松町界隈）。
  - 6月 - 新校舎で授業を開始。
  - 9月 - 関東大震災に被災[19]。

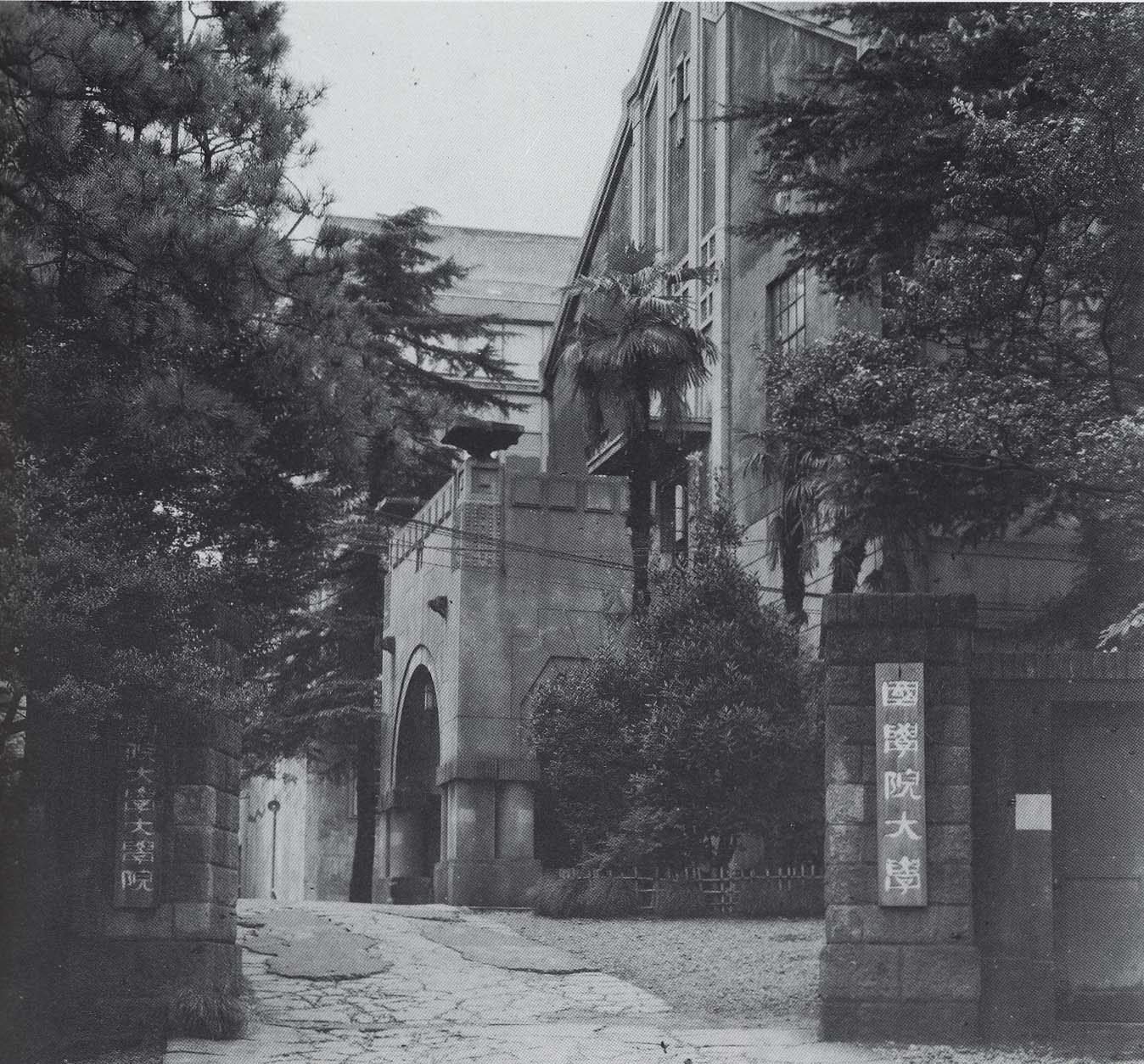
1923年(大正12年)5月、
渋谷氷川裏御料地に移転した國學院大學。

- 1924年（大正13年）- 関東大震災による被災から復旧。國學院大學校歌・校旗を定める。

#### 昭和
- 1927年（昭和2年）- 図書館が開館[19]。専門学校令により附属神職部を設置。高等師範部を4年制として一部・二部に分置。
- 1929年（昭和4年）- 神職部を神道部に改称。
- 1930年（昭和5年）- 神殿鎮座。
- 1931年（昭和6年）- 五大学野球連盟（東都の前身）結成。
- 1935年（昭和10年）- 大講堂竣工[19]。
- 1936年（昭和11年）- 神道部を4年制とする。
- 1940年（昭和15年）- 興亜部を設置。
- 1944年（昭和19年）- 神道部・高等師範部・興亜部を合併し、3年制専門部とする。
- 1946年（昭和21年）- 皇典講究所が解散、財団法人國學院大學を設立（1951年2月に学校法人國學院大學へ改組）。
- 1947年（昭和22年）- 旧制学部第二部を開設する。
- 1948年（昭和23年）- 学制改革により新制大学となり新制文学部第一部を開設。國學院高等学校が開設される。目白学園を合併。
- 1949年（昭和24年）- 新制文学部第二部を開設。政治学部を設置。目白分校で授業を開始。
- 1950年（昭和25年）- 政治学部を政経学部に改組。
- 1951年（昭和26年）- 旧制学部第一部・専門部を廃止。政経学部第二部を開設。文学研究科修士課程を開設。文学部神道研修別科を開設。大学院開校式。
- 1952年（昭和27年）- 大学院日本史学専攻修士課程を開設。考古学資料室を開設[19]。久我山学園（久我山高等学校・久我山中学校）を合併。國學院大學久我山中学高等学校に改称。
- 1953年（昭和28年）- 旧制第二部文学部を廃止。目白分校での授業を終了。大学院日本文学専攻・日本史学専攻博士課程を開設[19]。久我山学園の校地に分校を開設。
- 1954年（昭和29年）- 附属幼稚園を開設[19]。
- 1955年（昭和30年）- 國學院大學校舎内に國學院大學幼稚園教員養成所（國學院大學幼児教育専門学校の前身）を開設。文部省告示で考古学資料館が博物館相当施設に指定される。日本文化研究所を創設[19]。
- 1958年（昭和33年）- 久我山分校での授業を終了。神道専修科を神道学専攻科（高等神職養成過程）に改組。大学院神道学専攻博士課程を開設。蓼科寮を開設[19]。
- 1962年（昭和37年）-  神奈川運動場を開設、体育関係授業を開始[19]。
- 1963年（昭和38年）-  法学部第一部を開設。神道学資料室を開設[19]。
- 1965年（昭和40年）-  法学部第二部を開設。折口博士記念古代研究所を設立[19]。
- 1966年（昭和41年）- 政経学部第一部・第二部を廃止。政経学部を改組し、経済学部第一部・第二部を開設。武田博士記念室を開設[19]。
- 1967年（昭和42年）- 法学研究科修士課程を開設。文学部第二部神道学科を開設。第一部の1年生に対し八王子分校舎（小宮駅南側）で授業を開始。
- 1968年（昭和43年）- 大学院経済学研究科修士課程を開設[19]。
- 1969年（昭和44年）- 法学研究科博士課程を開設。國學院幼稚園を開設。
- 1970年（昭和45年）- 大学院経済学研究科博士課程を開設。河野博士記念室を開設[19]。
- 1975年（昭和50年）-  考古学資料室を考古学資料館と改称[19]。
- 1976年（昭和52年）- 幼稚園教員養成所（各種学校）を切り替え、幼児教育専門学校（専修学校）に改組[19]。
- 1982年（昭和57年）- 学校法人國學院大學が國學院女子短期大学（國學院大學北海道短期大学部の前身）を開設。
- 1984年（昭和59年）- 百周年記念館が竣功。神奈川運動場に新石川校舎（現：たまプラーザキャンパス）を建設[19]。
- 1985年（昭和60年）- 八王子分校舎での授業を終了、新石川校舎に移転し授業を開始。久我山中学校を再開、高等学校女子部を開設。皇典講究所発祥記念碑を日本大学と共同で建立。
- 1987年（昭和62年）- 新院友会館竣工[19]。
- 1991年（平成3年）- 八王子分校舎を閉鎖。
- 1992年（平成4年）- 全学部1～2年生の授業をたまプラーザキャンパス (旧・新石川校舎、及び横浜運動場) で開始。
- 1996年（平成8年）- 文学部の一部を第一部日本文学科・中国文学科・外国語文化学科に改組。経済学部に第一部経済ネットワーキング学科・第二部産業消費情報学科を開設。相模原キャンパスを開校。
- 2001年（平成13年）- 法学部・経済学部に昼夜開講制を導入。
- 2002年（平成14年）-  文学部神道学科を改組し神道文化学部を開設。21世紀COEプログラムに「神道と日本文化の国学的研究発信の拠点形成」が採択される[19]。
- 2003年（平成15年）- 渋谷キャンパスで120周年記念1号館が竣功。
- 2004年（平成16年）- 神道文化学部、専門職大学院法務研究科 (法科大学院) を開設[21]。渋谷キャンパスで120周年記念2号館が竣功。
- 2005年（平成17年）- 経済学部に経営学科を開設。経済学部および文学部中国文学科・外国語文化学科・哲学科は7時限制に、日本文学科と史学科が昼夜開講制に移行。経済学部の昼夜開講制の募集停止。
- 2006年（平成18年）- 5月、渋谷キャンパスで若木タワーが竣功。
- 2007年（平成19年）- 4月、研究開発推進機構発足。
- 2008年（平成20年）
  - 3月 - 渋谷キャンパスで学術メディアセンター（略称AMC）が竣工。
  - 4月 - 法学部が7時限制に移行[19]。
- 2009年（平成21年）
  - 4月 - たまプラーザキャンパスに人間開発学部（初等教育学科・健康体育学科）を開設。教育開発推進機構発足。國學院短期大学（旧・國學院女子短期大学）が國學院大學北海道短期大学部に改称し國學院大學「傘下｣になる。
  - 9月 - 渋谷キャンパスで3号館が竣工。たまプラーザキャンパスの文系1～2年次課程を渋谷キャンパスに移行。
- 2010年（平成22年）- 法学部の昼夜開講制の募集停止。
- 2011年（平成23年）- 日本文学科が7時限制に移行。文学部日本文学科の昼夜開講制の募集停止。
- 2012年（平成24年）- 教職センターを設置。
- 2013年（平成25年）- 人間開発学部に子ども支援学科を開設。文学部史学科の昼夜開講制の募集停止。
- 2014年（平成26年）- ランゲージ・ラーニング・センターを開設。ボランティアステーションを開設。
- 2018年（平成30年）- 専門職大学院法務研究科（法科大学院）を廃止。
- 2019年（平成31年）- 渋谷キャンパスで総合学修館（6号館）が竣工。

#### 令和
- 2020年（令和2年）
  - 2月 - 新型コロナウイルスCOVID-19の感染拡大を受け卒業式の中止を決定[22]。
  - 3月 - 入学式の中止を決定[23]。
  - 4月 - 経済学部が経済ネットワーキング学科の募集を停止し経済学科と経営学科の2学科8コースに改組[24]。全キャンパスを閉鎖（4月9日 - 5月6日）[25]。
  - 5月 - 新型コロナウイルスCOVID-19の感染拡大を受け遠隔授業による授業を開始[26]。
- 2022年（令和4年）4月 - 観光まちづくり学部観光まちづくり学科開設[27][注釈 3]。

## 基礎データ

### 所在地

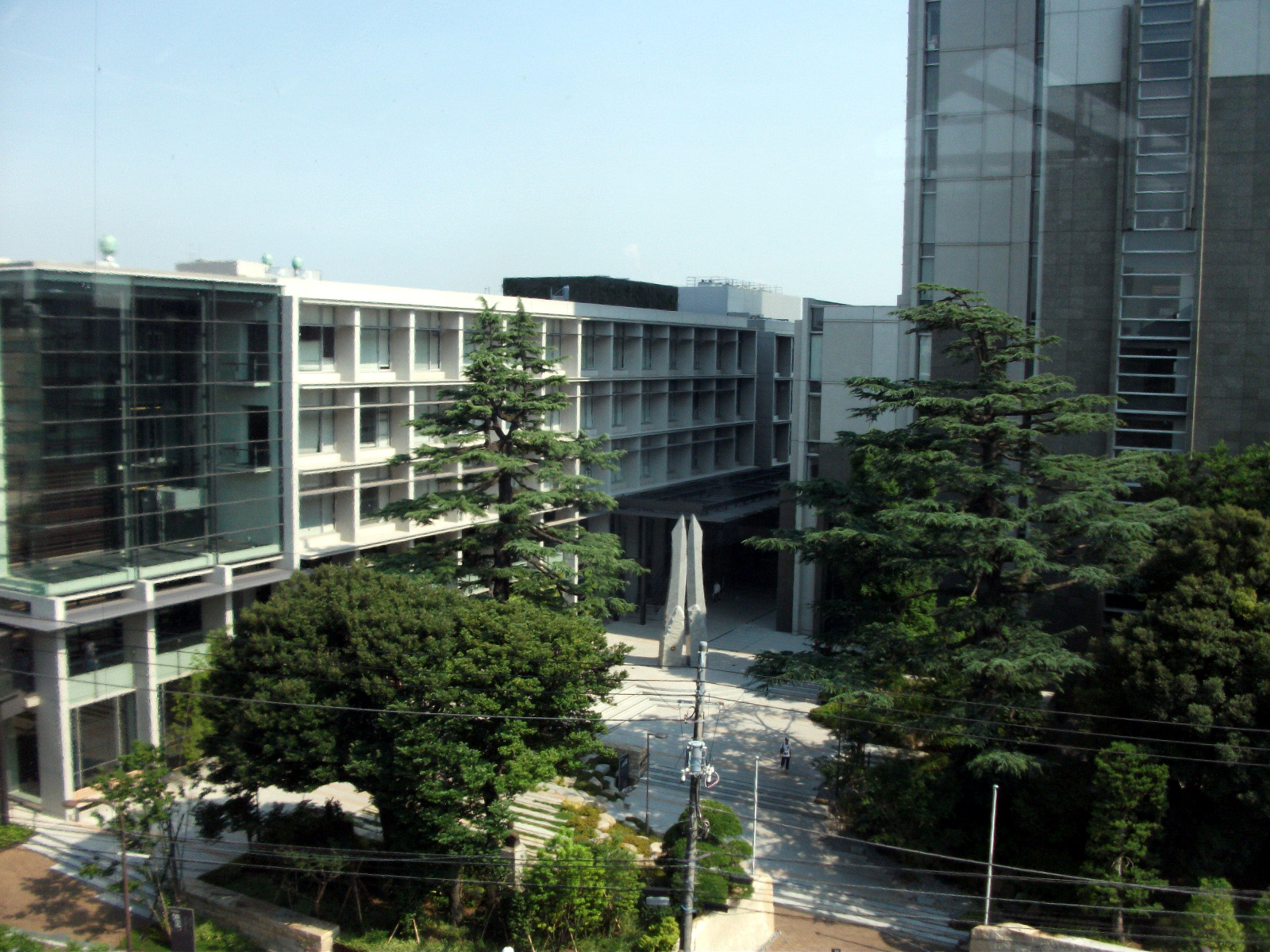
渋谷キャンパス

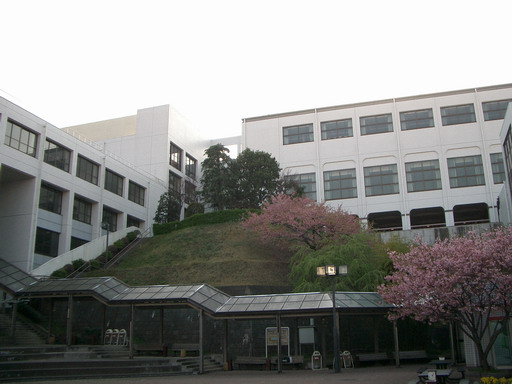
たまプラーザキャンパス

- 渋谷キャンパス（東京都渋谷区東四丁目10番28号）
- たまプラーザキャンパス（神奈川県横浜市青葉区新石川三丁目22番地1）

### 象徴

#### シンボルマーク
- スクールカラーの赤紫と“K”のモチーフで、伝統を礎に新時代へ飛翔するイメージを象徴する（2003年〈平成15年〉4月作成）[注釈 4]。

#### スクールカラー
- スクールカラーは赤紫（あかむらさき■）[注釈 5]。2000年（平成12年）11月6日制定。なお、抹茶ゴールド（まっちゃゴールド■）はシンボルマークに起用されている[注釈 6]。

#### オリジナルキャラクター
- こくぴょん
  - 2009年（平成21年）、第1次渋谷キャンパス再開発事業完成を期に学内での公募により決定。因幡の白兎をモチーフとしたウサギのマスコットで、榊を耳に飾り勾玉を首にかけている（形状、表情、ポーズ、配色、服装、アクセサリー等について厳密な規定がある）[4][注釈 7]。

#### 校歌・応援歌
- 校歌 - 1924（大正13）年　作詞：芳賀矢一　作曲：本居長世
- 國大音頭 - 1946（昭和21）年　作詞：折口信夫
- 國大小唄 - 作詞：山田修七郎

## 教育および研究

### 組織

#### 学部

##### 渋谷キャンパス
- 文学部
  - 日本文学科
    - 日本文学専攻
    - 日本語学専攻
    - 伝承文学専攻

  - 中国文学科
    - 文学研究プログラム
    - 中国語教養プログラム
    - 民俗文化プログラム
    - 人文総合プログラム

  - 外国語文化学科
    - 外国語コミュニケーションコース
    - 外国文化研究コース

  - 史学科
    - 日本史学コース
    - 外国史学コース
    - 考古学コース
    - 地域文化と景観コース

  - 哲学科
    - 哲学・倫理学コース
    - 美学・芸術学コース
- 神道文化学部（昼夜開講制）
  - 神道文化学科
    - 神道文化コース
    - 宗教文化コース
- 法学部
  - 法律学科
    - 法律専攻
      - 法律学の基本と応用コース
      - 政治と法の基礎コース

    - 法律専門職専攻
    - 政治専攻
      - 分析と応用コース
      - 歴史と理論コース
- 経済学部
  - 経済学科
    - 経済理論とデータ分析コース
    - 経済史コース
    - 地域経済コース
    - 日本経済コース
    - グローバル経済コース

  - 経営学科
    - ビジネスリーダーコース
    - ビジネスクリエイターコース
    - ビジネスアナリストコース

##### たまプラーザキャンパス
- 人間開発学部
  - 初等教育学科
  - 健康体育学科
  - 子ども支援学科
- 観光まちづくり学部
  - 観光まちづくり学科

#### 研究科
すべて渋谷キャンパスに設置
- 文学研究科
  - 神道学・宗教学専攻
    - 博士前期課程修了の場合修士（神道学）、博士後期課程修了の場合博士（神道学）の学位を日本で唯一授与される。

  - 文学専攻
  - 史学専攻
- 法学研究科
  - 法律学専攻
- 経済学研究科
  - 経済学専攻

※平成16年より専門職大学院法務研究科（法科大学院）を設置していたが、平成30年4月に廃止した。

#### 専攻科
渋谷キャンパス
- 神道学専攻科

#### 別科
渋谷キャンパス
- 別科神道学専修一類・二類

#### 附属機関
- 文学部附属
  - 外国語研究室
  - スポーツ・身体文化研究室
  - 教育学研究室
  - 考古学研究室
  - 博物館学研究室
  - 書道研究室
    - 若木書法會
- 人間開発学部附属
  - 教育実践総合センター
  - 地域ヘルスプロモーションセンター
- 研究開発推進機構
  - 日本文化研究所
  - 学術資料センター
  - 校史・学術資産研究センター
    - 校史研究部門
    - 学術資産研究部門
    - 折口博士記念古代研究所部門

  - 研究開発推進センター
  - 國學院大學博物館
  - 古事記学センター
- 教育開発推進機構
  - 教育開発センター
  - 共通教育センター
  - 学修支援センター
  - 英語教育センター
  - 教職センター

### 研究

#### 21世紀COEプログラム
- 採択1件
- 2003年

人文科学
神道と日本文化の国学的研究発信の拠点形成

#### 私立大学学術研究高度化推進事業
- 採択2件
- 1999年

劣化画像の再生活用と資料化に関する基礎的研究
- 2007年

モノと心に学ぶ伝統の知恵と実践

### 教育

#### 組織的な大学院教育改革推進プログラム
- 採択1件
- 2009年

高度博物館学教育プログラム－体系的な知識と技能を備えた博物館学研究者と上級学芸員の養成－

#### 大学教育・学生支援推進事業
- 採択1件
- 2009年

日本語力強化をベースにした社会人力養成プログラム

#### 質の高い大学教育推進プログラム（教育GP）
- 採択1件
- 2006年

歴史文化を踏まえた環境総合教育の拠点形成～地域と国際を結ぶフィールド実践による主体形成～

#### 新たな社会的ニーズに対応した学生支援プログラム
- 採択1件
- 2007年

学生みずから発信する「自分史」作成支援～社会のなかでの自己活用力養成プログラム～

## 学生生活

### 自治活動
國學院大學には自治会が存在する。毎年選挙が行われ、クラス・学科から代表者を選出し、学生総会を開催している（選挙、総会への参加は必ずしも全学生では無い）。文化系サークルの連合会である文化団体連合会及び大学当局に強い影響力を持ち、これまでにサークル施設の獲得運動や学費値上げ反対運動などを展開した。
また自治会は「国大生の学生生活や権利を守るためには社会に目を向けなければならない」という考えに基づき、反戦・反憲法改正（憲法改悪と主張）・反保守政権・普天間基地辺野古移設反対などを掲げ、著名なジャーナリストや記者（東京新聞など）を招いた講演会を開催したり、学内で演説やビラの配布、掲示を行うなど精力的に活動しており、左派または過激派として認知されている。
下部組織として文化団体連合会があり、学祭運営や加盟サークルへの活動支援・補償を行っている。
2016年に過激派が関与するサークルへの注意を促すビラを学生が作成した際、注意の部分を読んでもらう目的で学長とマスコットキャラクター（こくぴょん）の写真を逆にしたところ、大学側がビラを作成した学生を特定し自宅待機をさせたうえで処分を検討したことから、この対応に疑問の声が上がっていると報じられた。

### 部活動・クラブ活動・サークル活動
学術・文化・体育系の多様な部会・サークルが活動している。渋谷キャンパスでは若木会館、たまプラーザキャンパスでは若木21がサークル施設になっている。体育連合会、文化団体連合会、同好会連合の3つのサークル連合が存在するが、それらに所属していないサークルも含めると200近いサークルが公認され活動している。

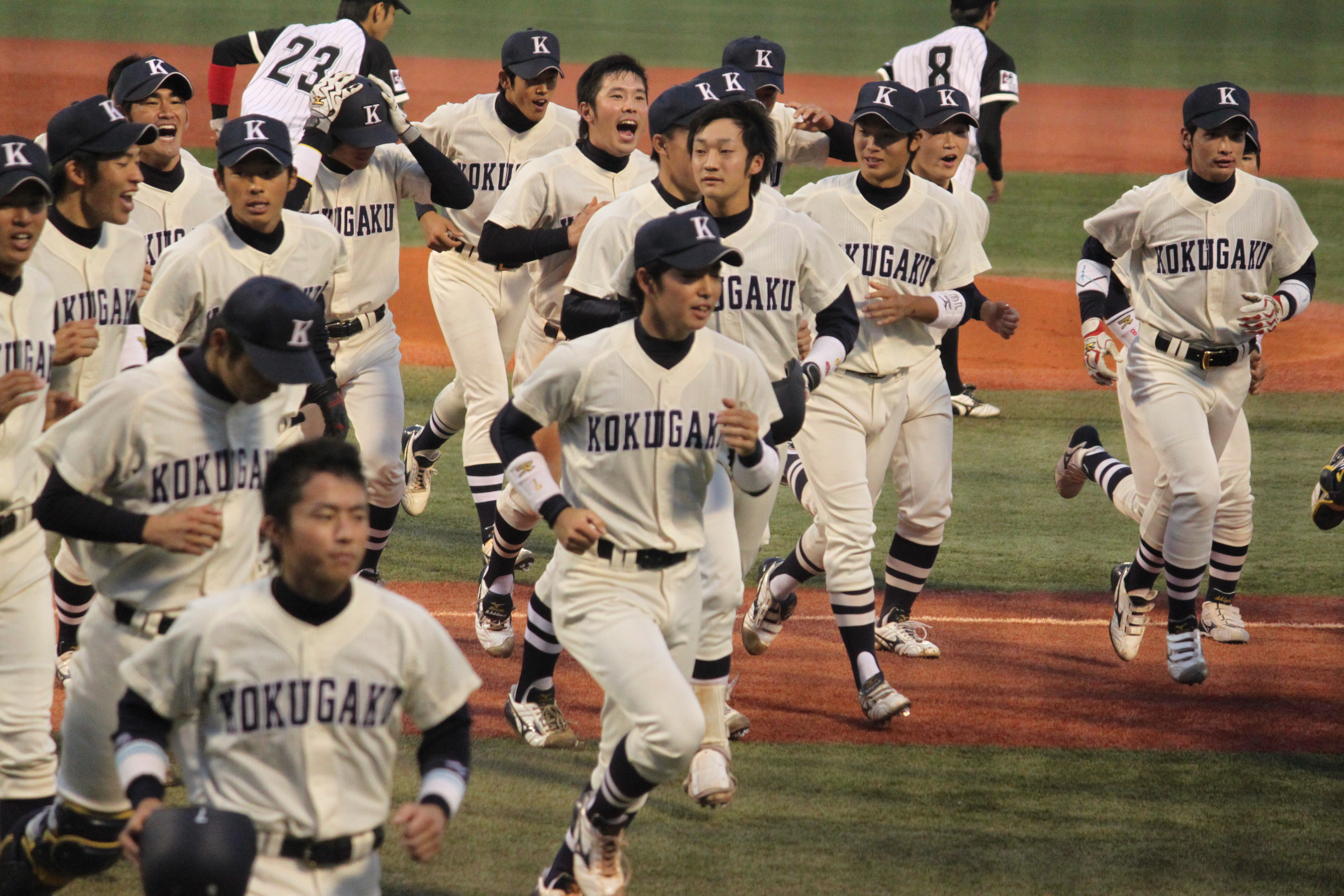
東都大学野球2010年秋季リーグ戦で初優勝を果たした硬式野球部

代表的なサークル
- 國學院大學硬式野球部
- 國學院大學陸上競技部
- 國學院大學ラグビー部
- 國學院大學全學應援團
- 國學院大學剣道部

## 大学関係者と組織

### 院友会
國學院大學では、卒業生を院友（いんゆう）と呼び、同窓会として一般財団法人國學院大學院友会が存在する。1882年（明治15年）に開黌した皇典講究所の卒業生が、1887年（明治20年）に結成した「水穂会」を創始とする。1890年（明治23年）に皇典講究所の教育機関である國學院が設立されると、1894年（明治27年）にその卒業生によって「水穂会」とは別に「院友会」が組織された。1931年（昭和6年）に院友会は財団法人に移行し、院友らの活動も活発化する。2012年（平成24年）には一般財団法人に移行し、現在まで活動を続けている。
同窓会本部である渋谷キャンパスに隣接した院友会館は、院友や関係者による寄付で建設・運営されている。2020年（令和2年）時点で院友会会員数は約15万名に上り、全国に59の都道府県支部を抱え、各支部には地区部会、職域部会が置かれている。また國學院大學経済学部卒業生によって組織される院友経済会や、法学部卒業生によって組織される法学部OB・OG会、マスコミ界の院友で構成されるマスコミ院友会、國學院大學で学位を得た研究者で構成される院友学術振興会の４団体が協力団体として活動している。
院友会は年に一度の院友大会や新年院友交歓会を開催するほか、各支部でも総会を開き、また会報の発行などを通じて院友の親睦深化を図っている。そのほか公益事業として國學院大學在学生のための経済支援や、各種講座・講演会などを行っている。

#### 歴代会長一覧
出典
| 代       | 氏名       | 任期                                          | 備考                                                             |
| -------- | ---------- | --------------------------------------------- | ---------------------------------------------------------------- |
| 初代     | 宮西惟助   | 1931年（昭和6年）9月 - 1939年（昭和14年）6月  | 國學院大學教授、日枝神社宮司                                     |
| 2代      | 鳥野幸次   | 1939年6月 - 1943年（昭和18年）9月             | 國學院大學教授、御歌所寄人                                       |
| 3代      | 佐左木行忠 | 1943年9月 - 1946年（昭和21年）                | 神社本庁統理、國學院大學学長、貴族院副議長                       |
| 4代      | 石川岩吉   | 1946年11年 - 1959年（昭和34年）9月            | 教育者、國學院大學名誉学長                                       |
| 5代      | 佐左木行忠 | 1959年10月 - 1970年（昭和45年）3月            | 再任                                                             |
| 6代      | 富岡盛彦   | 1970年3月 - 1974年（昭和49年）9月             | 神社本庁元総長                                                   |
| 7代      | 今泉忠義   | 1974年9月 - 1976年（昭和51年）11月            | 国語学者、文学博士、國學院大學名誉教授                           |
| 8代      | 近藤薫明   | 1976年12月 - 1977年（昭和52年）7月            | 城北中学校・高等学校2代校長、城北埼玉中学・高等学校創設者        |
| 9代      | 小林武治   | 1978年（昭和53年）7月 - 1987年（昭和62年）4月 | 國學院大学元理事長、國學院高等学校元校長                         |
| 会長代行 | 高澤信一郎 | 1987年4月 - 1987年7月                         | 明治神宮名誉宮司、國學院大學教授、神社本庁理事、儀礼文化学会会長 |
| 10代     | 高宮行男   | 1987年7月 - 1993年（平成5年）6月              | 代々木ゼミナール創業者                                           |
| 11代     | 海林澣一郎 | 1993年6月 - 2000年（平成12年）3月             | 日本放送協会専務理事                                             |
| 12代     | 外山勝志   | 2000年3月 - 2011年（平成23年）6月             | 明治神宮名誉宮司                                                 |
| 13代     | 吉田茂穗   | 2011年6月30日 -                               | 鶴岡八幡宮宮司                                                   |

#### 院友会館
院友会館は院友会活動の本拠地で、國學院大學渋谷キャンパスの一角にある。院友会館は1932年（昭和7年）に建築されたが、老朽化のため1987年（昭和62年）に現在地に新築された。また2008年（平成20年）には大規模改修がなされた。初代院友会館は地上2階建だったが、新会館は地上4階・地下１階建で、ラウンジや大ホール、会議室、研修室、和室、茶室などの施設がある。ラウンジからは日本庭園を眺めることができる。院友会館の建設や運営には、院友や関係者の寄付金が活用されている。
院友会館は建築以来、卒業生や在学生、教職員の会合・交流・休息の場所として利用され、院友会の各種催事も開かれる。現在は大學関係者だけでなく、地域住民など一般にも開放されている。所在地は東京都渋谷区東4丁目12番8号。

## 施設

### キャンパス

#### 渋谷キャンパス

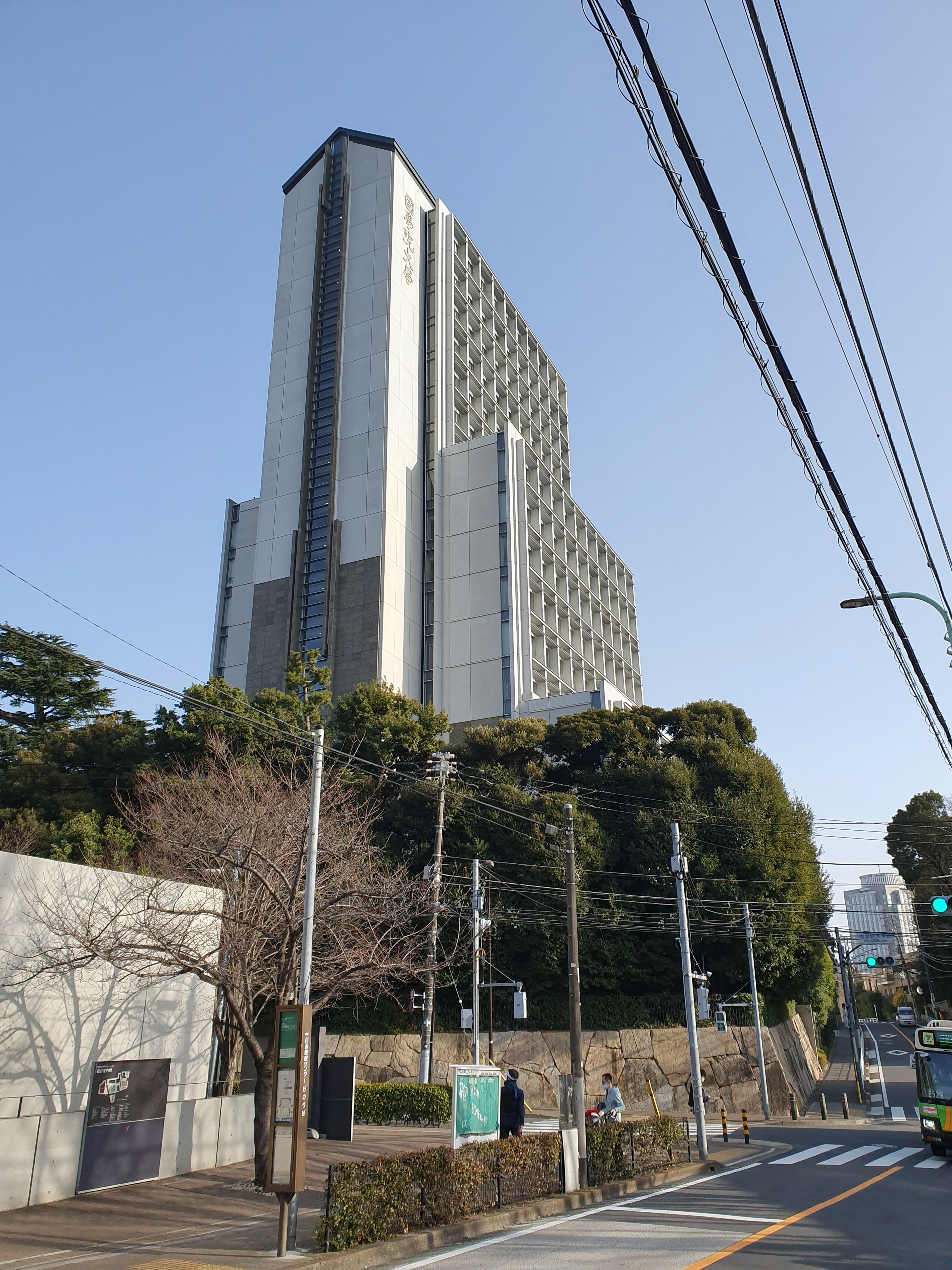
若木タワー

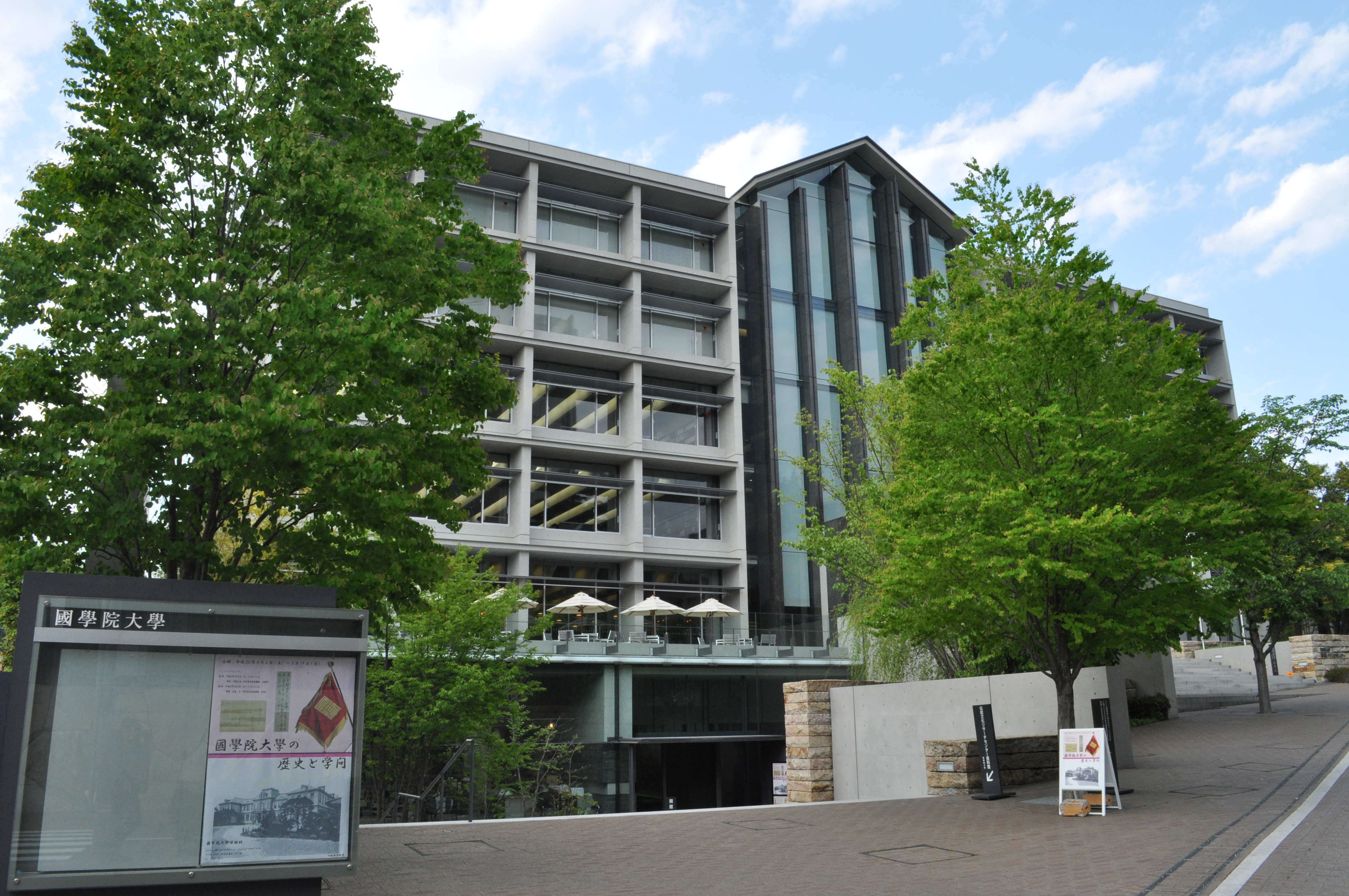
学術メディアセンター(AMC)

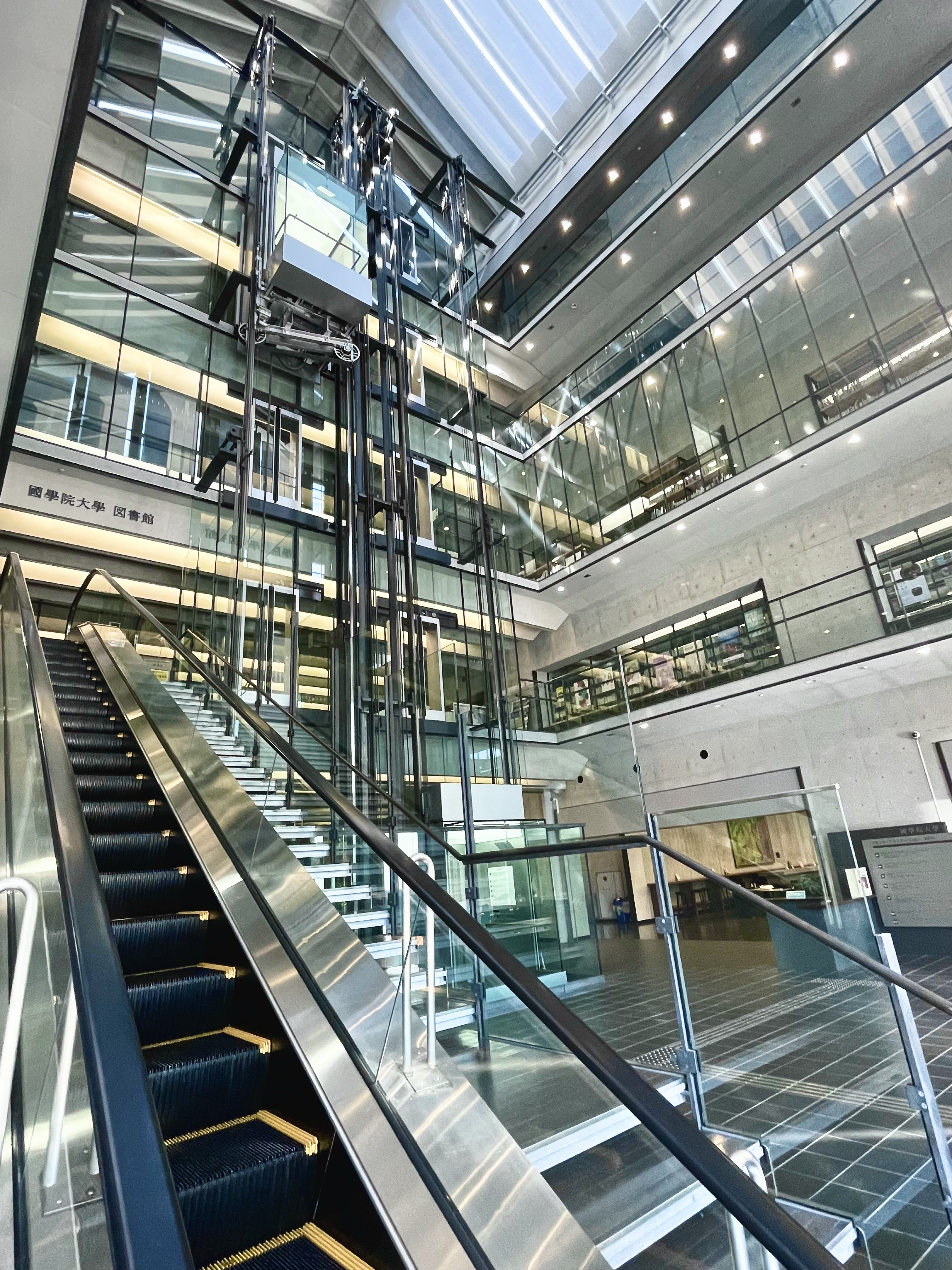
國學院大學図書館（AMC内部）

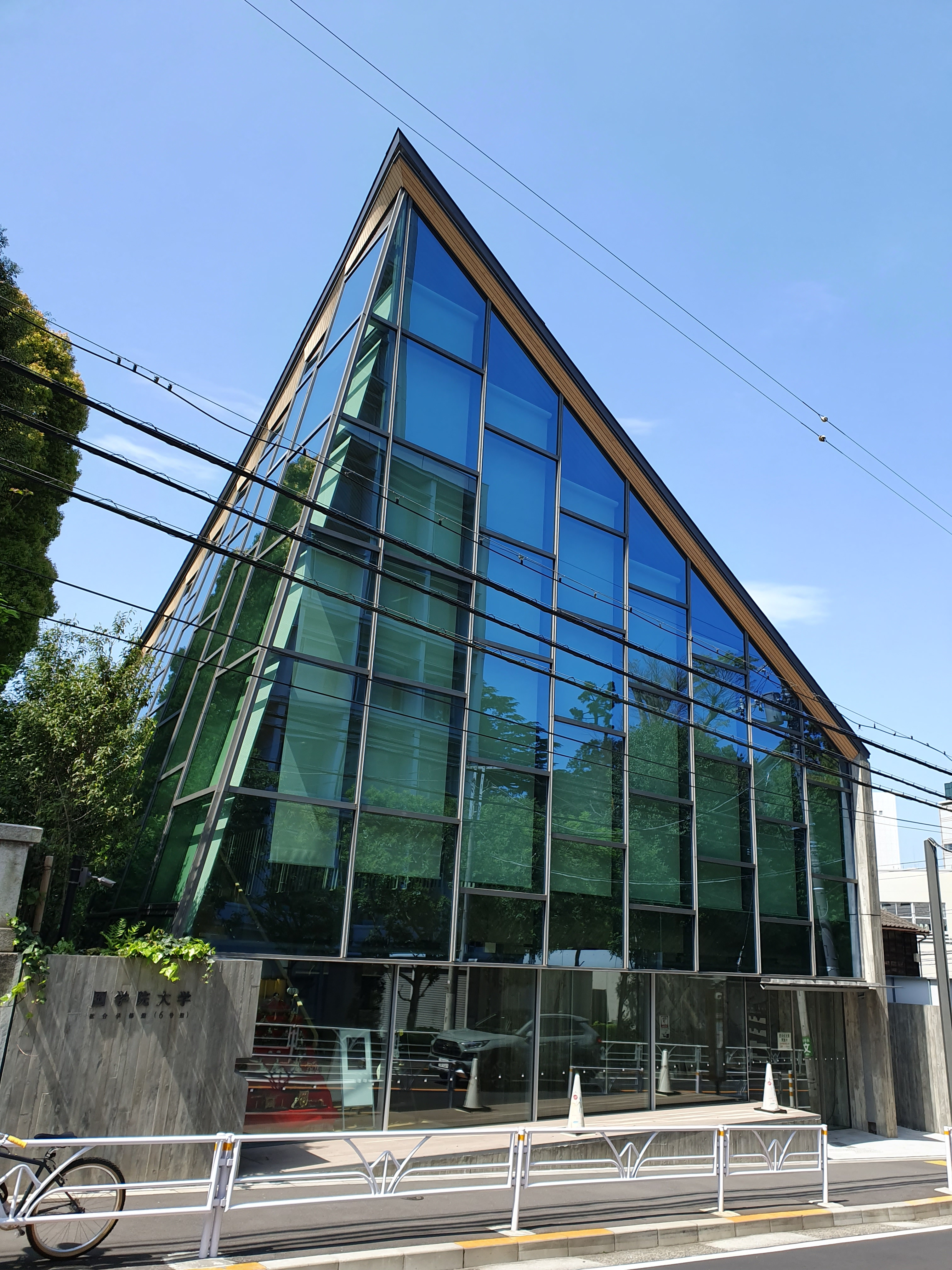
総合学修館（6号館）

かつて飯田町（現・飯田橋駅付近）にあった國學院大學は、大学令大学昇格を期に静寂な環境にある渋谷の氷川御料地に移転し、渋谷キャンパスのルーツとなった。今日でも周囲は寺社や学校の多い閑静な文教地区である。文学部、経済学部、法学部、神道文化学部の全学年（共通教育科目の一部を除く）、および大学院が使用する。

渋谷キャンパス敷地内には、天照大御神をはじめとする天神地祇八百萬神を祀る「國學院大學神殿」がある。
2002年から創立120周年を記念して再開発が行われた。2006年6月に若木タワー（地下1階・地上18階建て）、2008年6月に図書館とコンピュータ教室を備えた学術メディアセンター (AMC)、2009年9月に3号館が完成し、再開発事業は完了した。なお、渋谷キャンパス再開発事業の一環として進められた総合学修館（6号館）は2019年3月に完成した。
3号館1階に「和 NAGOMI」、3号館2階に「メモリアルレストラン」の2つの学生食堂がある。また、学術メディアセンター (AMC) 1階にはカフェラウンジ「若木が丘」があり、いずれも学生でなくとも利用できる。「和 NAGOMI」の看板メニュー・讃岐うどんは毎日香川県から陸送され、1日700玉が売れる。神道文化学部を擁する大学の特色を大切に、食も日本文化にこだわり、特に讃岐うどんは國學院の代名詞的存在になっている。

学術メディアセンター (AMC) 地下1階に、考古展示室・神道展示室・校史展示室・企画展示室の4つの展示室を備えた國學院大學博物館がある。
AMC1階の約85㎡のオープンスペースには本棚兼読書スペース「みちのきち」が設置され、本棚には新書や写真集、漫画など約800冊が配架されている。
渋谷キャンパスは近代的な設計や立地を生かして、アイドルグループ欅坂46の楽曲「サイレントマジョリティー」のアーティスト写真や、ロックバンドグループフレデリックの楽曲「オワラセナイト」のミュージックビデオなど、アーティストのロケ地としてもしばしば用いられる。
- キャンパス構成
  - 國學院大學神殿
  - 学術メディアセンター（AMC）
  - 若木タワー
  - 総合学修館（6号館）
  - 3号館
  - 百周年記念館
  - 120周年記念2号館
  - 120周年記念1号館
  - 130周年記念5号館
  - 若木会館
  - 院友会館（院友会が運営）
- 交通アクセス:
  - 都営バス学バス「国学院大学前」「東4丁目」下車
  - 渋谷駅・表参道駅・恵比寿駅より徒歩約15分

#### たまプラーザキャンパス

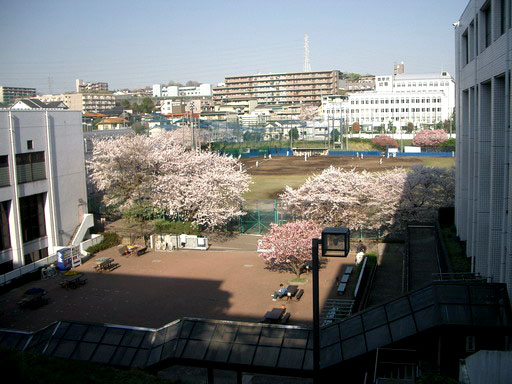
たまプラーザキャンパス中庭

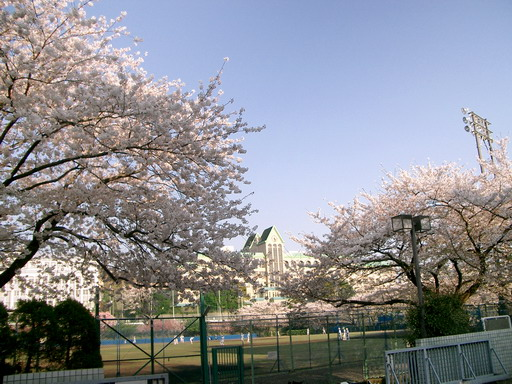
たまプラーザキャンパスの様子

1985年（昭和60年）に八王子分校舎（1991年閉鎖）から移転した新石川校舎を「たまプラーザキャンパス」とした。人間開発学部の全学年が使用する。2022年（令和4年）には観光まちづくり学部が開設。2013年（平成25年）まで國學院大學幼児教育専門学校が併設されていた。
- キャンパス構成
  - 1号館
  - 2号館
  - 3号館
  - 5号館
  - 若木21
  - 体育館
  - 第2体育館
  - 野球場、グラウンド、テニスコート
- 交通アクセス
  - たまプラーザ駅より徒歩約5分
  - あざみ野駅より徒歩約20分

#### 北海道キャンパス
1982年（昭和57年）に開設した國學院女子短期大学は1991年（平成3年）の國學院短期大学への改称を経て、2009年（平成21年）現名称の國學院大學北海道短期大学部になった。「國學院大學傘下の『短期大学部』として、北海道キャンパスの役割を担う」としているが、組織上は学校法人國學院大學が運営する短期大学である。

#### その他
- 1995年、新日本製鐵跡地（神奈川県相模原市中央区淵野辺）に國學院大學相模原キャンパスを開設したが、2001年にほぼすべての校地を青山学院大学に売却。青山学院大学は世田谷キャンパスと厚木キャンパスを統合し、青山学院大学相模原キャンパスを開設した。校地の一部は現在も國學院大學が所有し、2016年に人工芝のラグビー・サッカー対応グラウンドが完成し、2019年には併設されているテニスコートの改修が行われた。

- 厚生寮
  - 叢隠寮（神奈川県箱根町） - 民俗学者・折口信夫博士の別荘を大学が譲り受けるとともに、宿泊施設として運営・保存している[46]。
  - 蓼科寮（長野県立科町）

## 対外関係

### 他大学との協定
- 東京12大学広報連絡協議会加盟
- 首都圏西部大学単位互換協定会加盟
- 横浜市内大学間学術・教育交流協議会加盟
- 山手線沿線私立大学図書館コンソーシアム加盟
- 渋谷区内4大学包括協定締結

連携先は青山学院大学、実践女子大学・実践女子大学短期大学部、聖心女子大学
- 横浜市青葉区内六大学連携協定締結（横浜青葉区）

連携先は玉川大学・日本体育大学・桐蔭横浜大学・横浜美術大学・星槎大学
- 東京農業大学との包括的協定
2019年2月21日に東京農業大学と「連携・協力の推進に関する基本協定」を締結した。この基本協定は、学生の交流、単位互換及び学生の教育研究指導、プロジェクト研究及びシンポジウム等の共同実施、学術研究資料・刊行物・情報等の活用、大学の施設・設備の利用等において、両大学の連携・協力の推進を図ることを目的としている。
- 西南学院大学との包括的協定[47]
- 皇学館大学（平成18年4月、「教育・学術研究交流に関する協定」を締結）

### 海外協定校
令和元年5月現在、世界の32の大学・機関（学部間協定等を含む）と協定を締結している。 各協定は下記のいずれか、またはいくつかを目的に結ばれている。
- 研究員・研究成果の交流・交換
- 学生の交流
- 交換学術交流全般

このネットワークを活用し、協定留学、短期留学、セメスター留学、交換留学生特別プログラム (K-STEP) を実現している。
- 南開大学（中華人民共和国）
- 北京師範大学（中華人民共和国）
- 復旦大学中文系・国際文化交流学院（中華人民共和国）
- 世新大学（台湾）
- 南台科技大学（台湾）
- 国立台湾師範大学（台湾）
- 京畿大学校（大韓民国）
- 江原大学校（大韓民国）
- ハノイ大学（ベトナム）
- マレーシアプトラ大学（マレーシア）
- テクノロジー&イノベーション大学（マレーシア）
- ハーバード大学エドウィン・O・ライシャワー日本研究所（アメリカ合衆国）
- セントマイケルズ大学（アメリカ合衆国）
- リンフィールド大学（アメリカ合衆国）
- ミズーリ大学（アメリカ合衆国）
- ビンガムトン大学（アメリカ合衆国）
- マニトバ大学（カナダ）
- ケープブレトン大学（カナダ）
- ケント大学（イギリス）
- ヨーク・セント・ジョン大学（イギリス）
- ダブリンシティ大学ランゲージサービス（アイルランド）
- デュースブルク＝エッセン大学（ドイツ）
- カ・フォスカリ大学アジア、北アフリカ研究学科（イタリア）
- 西部カトリック大学（フランス）
- サラマンカ大学（スペイン）
- クライストチャーチ工科大学（ニュージーランド）

学部間協定等
- 法学部
  - バベシュ・ボーヤイ大学政治・行政・コミュニケーション学部（ルーマニア）
- 経済学部
  - 浙江海洋学院大学管理学院（中華人民共和国）
- 大学院文学研究科
  - 南開大学外国語学院（中華人民共和国）
- 研究開発推進機構
  - コレージュ・ド・フランス日本学高等研究所（フランス）
  - セインズベリー日本藝術研究所（イギリス）
  - 南開大学外国語学院（中華人民共和国）

### 地方自治体との協定
- 島根県教育委員会
  - 1. 学術資料館研究事業「出雲地域における祭祀遺跡に関する学術調査」
  - 2.伝統文化リサーチセンター研究事業「モノと心に学ぶ伝統の知恵と実践」（文部科学省オープン・リサーチ・センター整備事業）
  - 3.島根県古代文化センター「基礎研究：考古学から見た地域間交渉調査、及び祭礼行事調査」
- 北秋田市教育委員会
- 横浜市青葉区
  - 横浜市青葉区内六大学連携協定締結

### 系列校

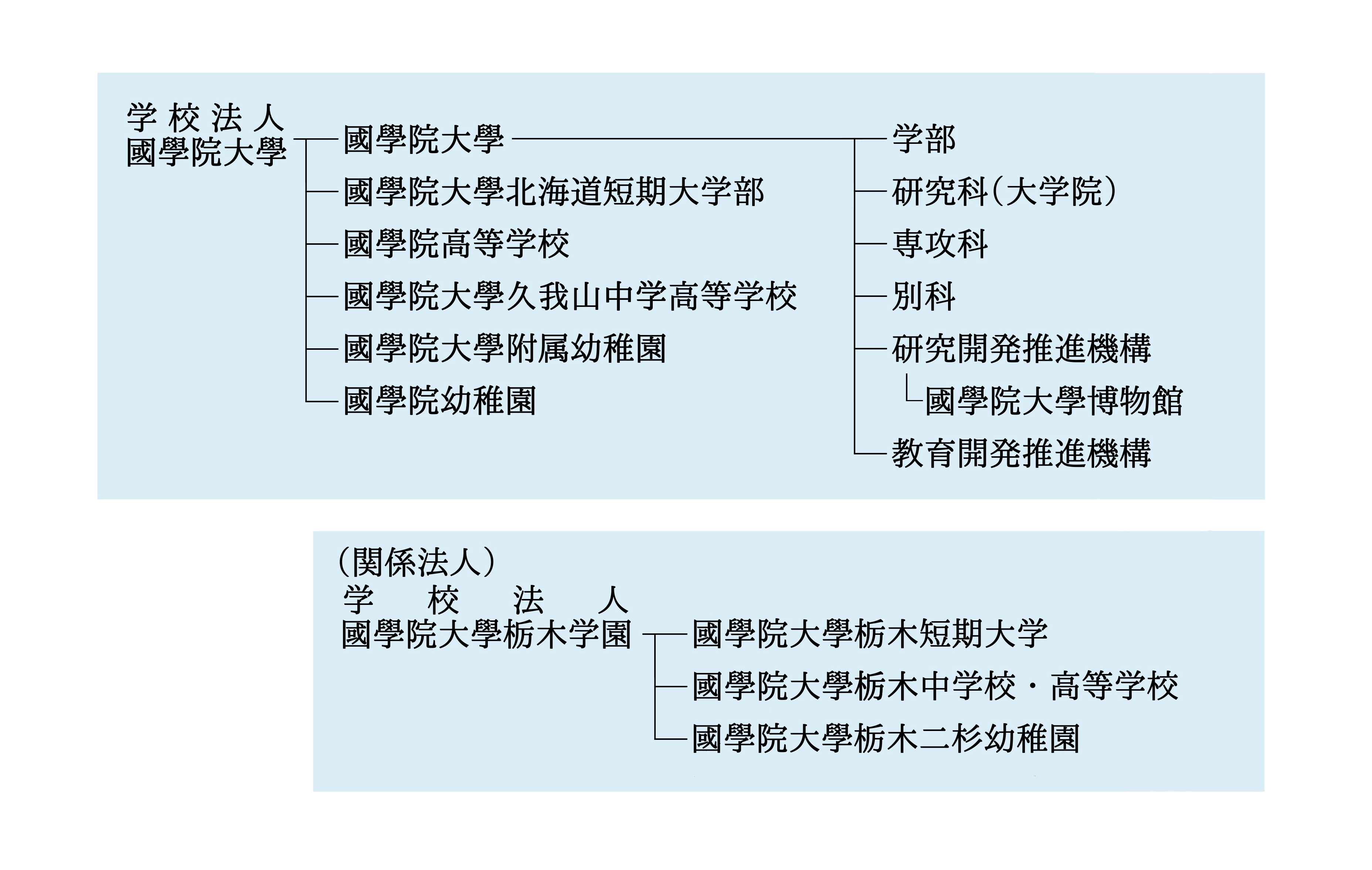
國學院大學組織図

- 國學院大學北海道短期大学部
- 國學院高等学校
- 國學院大學久我山中学高等学校
- 國學院大學附属幼稚園
東京都杉並区久我山にある。1952年（昭和27年）学校法人久我山学園・財団法人久我山病院附属幼稚園として認可。1953年（昭和28年）、久我山学園と学校法人國學院大學との合併が認可され、名称を國學院久我山附属幼稚園と改称。翌年の1954年（昭和29年）に國學院大學附属幼稚園として公認された。國學院大學久我山中学高等学校に併設されており、同校への優先入学制度がある。
- 國學院幼稚園
神奈川県横浜市青葉区美しが丘にある。1968年（昭和43年）12月20日横浜市緑区（現・青葉区）地域の要望に応え國學院幼稚園を設置認可。翌年の1969年（昭和44年）4月13日、國學院高等学校が開園の業務を担当し、國學院幼稚園を開園した。

### 関係校
栃木市に所在する以下の学校法人および教育機関は1963年に國學院大學から分離独立しており、現在は別学校法人による運営となっている。
- 学校法人國學院大學栃木学園
  - 國學院大學栃木短期大学
  - 國學院大學栃木中学校・高等学校
  - 國學院大學栃木二杉幼稚園

### 日本大学
國學院大學の前身である皇典講究所に日本大学の前身である日本法律学校が創設された経緯があり、國學院大學学長が代わった際や日本大学総長・理事長が代わった際には互いに表敬訪問するなど交流が続いている。

## 附属学校
國學院大學に関連する学校群は、國學院大學に附属せず上位組織の学校法人國學院大學に直属するため、#系列校でまとめている。